# Pudūr (ort i Indien, Vellore)
Pudūr är en ort i Indien.   Den ligger i distriktet Vellore och delstaten Tamil Nadu, i den södra delen av landet, 1 800 km söder om huvudstaden New Delhi. Pudūr ligger 234 meter över havet och antalet invånare är 11 432.
Terrängen runt Pudūr är huvudsakligen platt, men söderut är den kuperad. Runt Pudūr är det tätbefolkat, med 709 invånare per kvadratkilometer. Närmaste större samhälle är Vellore, 8,9 km söder om Pudūr. Omgivningarna runt Pudūr är en mosaik av jordbruksmark och naturlig växtlighet.